# Neoscortechinia angustifolia
Neoscortechinia angustifolia là một loài thực vật có hoa trong họ Đại kích. Loài này được (Airy Shaw) Welzen mô tả khoa học đầu tiên năm 1994.